# Pratt's Bottom
Pratt's Bottom est une zone anglaise située au sud-est de Londres, dans le borough londonien de Bromley.